# Haemaphysalis kyasanurensis
Haemaphysalis kyasanurensis är en fästingart som beskrevs av Trapido, Hoogstraal och Rajagopalan 1964. Haemaphysalis kyasanurensis ingår i släktet Haemaphysalis och familjen hårda fästingar. Inga underarter finns listade i Catalogue of Life.